# شهرستان گرفیتسه
شهرستان گرفیتسه (به لهستانی: Powiat Gryfice) یک شهرستان در لهستان است که در استان پومرانی غربی واقع شده‌است. شهرستان گرفیتسه ۱٬۰۱۸٫۱۹ کیلومتر مربع مساحت و ۶۰٬۷۷۳ نفر جمعیت دارد.